# Вёрстка в оборку
Вёрстка в оборку (также — вёрстка с обтеканием) — способ размещения на полосе иллюстраций, таблиц и других элементов издания, при котором основной текст набирается на более узкий формат набора (оборку) слева или справа от иллюстрации или таблицы. Вёрстка в оборку может быть открытой, закрытой и глухой. При металлическом наборе оборки значительно усложняют набор, так как требуется либо заранее знать место начала и конца оборки, либо повторно набирать один или несколько абзацев на меньший формат.

## Правила вёрстки
Оборка по длине строки должна быть не менее 2—3 квадратов (96—144 пт.), иначе иллюстрацию или таблицу следует верстать в разрез. Оборка не должна начинаться на последней строке абзаца и заканчиваться на первой.